# Mistrzostwa Afryki w Wielobojach Lekkoatletycznych 2009
Mistrzostwa Afryki w Wielobojach Lekkoatletycznych 2009 – zawody sportowe, które odbyły się 18 i 19 kwietnia w Réduicie na Mauritiusie.
Zawody odbył się w tym samym czasie co mistrzostwa Afryki juniorów w wielobojach.

## Rezultaty
|                        | 1. miejsce       | Rezultat        | 2. miejsce         | Rezultat     | 3. miejsce        | Rezultat     |
| Dziesięciobój mężczyzn | Kamé Ali         | 7363 pkt. NR PB | Ahmed Mohamed Saad | 7049 pkt. SB | Guillaume Thierry | 6968 pkt.    |
| Siedmiobój kobiet      | Margaret Simpson | 5677 pkt.       | Selloane Tsoaeli   | 5116 pkt. SB | Florence Wasike   | 4906 pkt. PB |